# Edda Buding
Edda Helene Buding (Lovrin, 13 novembre 1936 – Aalen, 15 luglio 2014) è stata una tennista tedesca.

## Biografia
Nata in Romania e di origine sveva, è emigrata nel secondo dopoguerra con la famiglia in Argentina. Ha rappresentato a inizio carriera lo stato sudamericano per poi scegliere la Germania Ovest; anche i fratelli Ilse e Ingo erano tennisti.

## Carriera
Esordì con la bandiera Argentina e durante i II Giochi panamericani conquistò la medaglia d'argento nel doppio femminile.
Ha raggiunto tre finali Slam di cui una nel doppio femminile e due nel doppio misto uscendone tuttavia sempre sconfitta, vanta una semifinale anche in singolare al Roland Garros 1961 dove si arrese alla messicana Yola Ramírez, sua compagna di doppio. 
Fece parte della squadra tedesca a partire dall'esordio in Fed Cup nel 1963, durante l'edizione 1966 raggiunsero a sorpresa la finale della competizione dove vennero sconfitte dagli Stati Uniti, nel 1964 le venne assegnato il lauro d'argento dalla federazione tedesca.
Durante le olimpiadi del Messico 1968, in cui il tennis non era uno sport ufficiale, ha vinto il torneo di esibizione nel doppio femminile.

## Finali del Grande Slam

### Doppio

#### Finali perse (1)
| Anno | Torneo                      | Compagna     | Avversarie in finale       | Risultato     |
| 1961 | U.S. National Championships | Yola Ramírez | Lesley Turner Darlene Hard | 6–4, 5–7, 6–0 |

### Doppio misto

#### Finali perse (2)
| Anno | Torneo                    | Compagno    | Avversari in finale         | Risultato |
| 1957 | Internazionali di Francia | Luis Ayala  | Věra Pužejová Jiří Javorský | 6–3, 6–4  |
| 1961 | Torneo di Wimbledon       | Robert Howe | Fred Stolle Lesley Turner   | 11–9, 6–2 |